# Celina mucronata
Celina mucronata är en skalbaggsart som beskrevs av Sharp 1882. Celina mucronata ingår i släktet Celina och familjen dykare. Inga underarter finns listade i Catalogue of Life.